# Roswitha Krause
Roswitha Krause (Dahme/Mark, 3 novembre 1949) è un'ex nuotatrice e pallamanista tedesca.
Ha iniziato la sua carriera nel nuoto, in particolare nelle gare di stile libero, vincendo la medaglia d'argento alle Olimpiadi di Città del Messico 1968 e la medaglia d'oro nella staffetta 4x100m misti agli Europei di nuoto del 1977.
In seguito ha praticato anche la pallamano, ottenendo ottimi risultati anche in questa disciplina; con la sua nazionale ha infatti vinto altre 2 medaglie olimpiche, l'argento nel 1976 e il bronzo nel 1980.

## Palmarès
- Olimpiadi
  - Città del Messico 1968: argento nella staffetta 4x100m sl.
  - Montreal 1976: argento nella pallamano.
  - Mosca 1980: bronzo nella pallamano.
- Europei
  - 1977 - Jönköping: oro nella staffetta 4x100m misti.